# Barone di Montacute
Il titolo di Barone di Montacute o Barone di Montagu venne creato tre volte nella storia del Regno d'Inghilterra.
La prima creazione avvenne per John de Montacute il 29 dicembre 1299.
Il terzo barone venne creato conte di Salisbury nel 1337.
Alla morte del terzo conte di Salisbury, entrambi i titoli si estinsero nel 1400. Entrambi i titoli vennero poi restaurati per Thomas Montacute, IV conte di Salisbury nel 1421. Alla sua morte, la baronia fu ereditata dalla figlia Alice, che era sposata con Richard Neville, V conte di Salisbury . Dopo la morte del loro primogenito Richard Neville, The Kingmaker nel 1471, la baronia cadde in disuso.
Nel 1485 fu restaurato per Edoardo Plantageneto per poi estinguersi di nuovo alla sua morte nel 1499.
Nel 1513 sua sorella Margaret ebbe il titolo di baronessa di Montacute e contessa di Salisbury. Quando restituì la contea di Salisbury nel 1529, suo figlio divenne l'undicesimo barone di Montacute, chiamato però anche barone di Montagu.